# Léon Guillou
Pour les articles homonymes, voir Guillou.
 (août 2015).
Si vous disposez d'ouvrages ou d'articles de référence ou si vous connaissez des sites web de qualité traitant du thème abordé ici, merci de compléter l'article en donnant les références utiles à sa vérifiabilité et en les liant à la section « Notes et références ».
Léon Guillou est un auteur-compositeur français né le 8 juin 1929 à Saint-Brieuc (Côtes-d'Armor) et mort le 18 novembre 2009  dans la même ville.

## Biographie
Issu d'une famille de 3 enfants, Léon Guillou est un autodidacte et a appris la musique seul[réf. souhaitée].
À l'âge de 8 ans, il rentre comme petit chanteur à la maitrise de la cathédrale de Saint-Brieuc. Très vite, il aime le chant, et se met à composer ses propres œuvres, aussi bien de la musique liturgique, toujours chantée dans les églises catholique à travers le monde francophone, que des chants profanes.
En 1954, avec quelques amis de la manécanterie de la cathédrale de Saint-Brieuc, il crée un groupe : Les Amis du Rythme et de la Chanson (L'ARC).
Le groupe a donné plus de 650 concerts[réf. souhaitée], tant en France qu'à l'étranger. Il a réalisé 17 disques. Le dernier gala a eu lieu le 13 février 2009. 
En 1978, il prend la direction de la manécanterie de la cathédrale de Saint-Brieuc, pour la diriger dans de multiples prestations à travers l'Europe, notamment lors des congrès de la Fédération internationale des Pueri Cantores à Vienne, Rome, Maastricht et Bruxelles. Au début des années 1980, Monseigneur Kervenic lui confie le poste de maître de chapelle à la cathédrale et celui de responsable de la musique liturgique au sein de l'équipe pastorale, aboutissant à la création d'une chorale diocésaine de plus de 100 choristes. 
En 1982, il réalise, avec une équipe d'amis, un spectacle : « Les grandes heures de la cathédrale », qui sera présenté trois soirs de suite dans une cathédrale comble[réf. souhaitée], à l'occasion des manifestations organisées pour célébrer le 1500e anniversaire de la fondation de Saint-Brieuc. 
Léon Guillou, qui avait ouvert le magasin de musiques « Le Diapason », rue de Rohan, à Saint-Brieuc, aimait composer. Sa chanson La Mer, toujours la mer est devenue célèbre et a triomphé en de nombreux pays[réf. souhaitée][précision nécessaire].
Léon Guillou a été décoré dans l'Ordre National du Mérite (Chevalier) et dans l'Ordre de Saint-Grégoire le Grand (Chevalier)